# Ogoki River
Ogoki River är ett vattendrag i Kanada.   Det ligger i provinsen Ontario, i den sydöstra delen av landet, 1 000 km nordväst om huvudstaden Ottawa.
Trakten runt Ogoki River består huvudsakligen av våtmarker. Trakten runt Ogoki River är nära nog obefolkad, med mindre än två invånare per kvadratkilometer.